# Simon Kranitz
Simon Kranitz (* 5. Juni 1996 in Böblingen) ist ein deutscher Fußballspieler.

## Karriere

### Vereine
Kranitz wechselte in der Jugend 2007 von der SV Böblingen zum VfB Stuttgart. In der Saison 2012/13 führte er die B-Jugend des VfB als Kapitän zur Deutschen Meisterschaft. Am 17. Juli 2014 wurde Kranitz vom VfB Stuttgart bis zum Ende der Saison 2014/15 an die SpVgg Unterhaching verliehen. Er gab neun Tage später am 1. Spieltag der 3. Profi-Liga 2014/15 gegen Holstein Kiel sein Profidebüt. In den Spielzeiten 2016/17 und 2017/18 trug Simon Kranitz das Trikot des TSV Steinbach. Er bestritt dabei 34 Partien in der Regionalliga Südwest und stand in drei Spielen im Hessenpokal auf dem Feld. Zur Saison 2018/2019 wechselte er zum FC Astoria Walldorf und war dort zwei Jahre aktiv. Seit der Saison 2020/21 spielt er beim FC Nöttingen in der fünftklassigen Oberliga Baden-Württemberg.

### Nationalmannschaft
Kranitz debütierte für die deutsche U-15-Nationalmannschaft am 7. Juni 2011 gegen Portugal. Er absolvierte mit Deutschland zwei Tage später ein weiteres U-15-Länderspiel gegen Portugal. Für das deutsche U-16-Nationalteam gab Kranitz sein am 16. September 2011 gegen Schottland sein Debüt. Am 24. November 2011 erzielte Kranitz für die deutsche U-16 gegen Zypern sein erstes Länderspieltor. Im Februar 2013 gewann Kranitz mit der deutschen U-17-Nationalmannschaft in Portugal den U-17-Algarve-Cup. In den Qualifikationsrunden der U-17-Europameisterschaft 2013 absolvierte Kranitz drei Einsätze für Deutschland. Als Kapitän der U-18-Nationalmannschaft von Deutschland trug Kranitz am 16. November 2013 mit einem verwandelten Elfmeter zum 2:2-Endstand gegen Tschechien zum Gewinn eines Vier-Nationen-Turniers in der Türkei bei.